# Persoonia subtilis
Persoonia subtilis är en tvåhjärtbladig växtart som beskrevs av P.H. Weston & L.A.S. Johnson. Persoonia subtilis ingår i släktet Persoonia och familjen Proteaceae. Inga underarter finns listade i Catalogue of Life.